# Wet normering topinkomens
De Nederlandse Wet van 15 november 2012, houdende regels inzake de normering van bezoldigingen van topfunctionarissen in de publieke en semipublieke sector (Wet normering bezoldiging topfunctionarissen publieke en semipublieke sector), kortweg Wet normering topinkomens (WNT of Wnt) legt sinds 1 januari 2013 beperkingen op aan de bezoldiging van topfunctionarissen in de publieke sector en de semipublieke sector. De wet is het gevolg van de balkenendenorm, en het vervolg op de Wopt. 
In 2014 is de wet aangepast waarbij de normering is verlaagd van 130% naar 100% van het ministerssalaris. Deze wijziging (WNT-2) ging per 1 januari 2015 in.

## WNT-norm
De wet normering topinkomens verbiedt dat bestuurders in de (semi)publieke sector meer verdienen dan 100 procent van het ministerssalaris (tot 1 januari 2015 was dit 130%). Deze grens is de zogenoemde WNT-norm. In 2013 was dit € 228.599 (€ 187.340 salaris, € 8.069 onkostenvergoeding, € 33.190 pensioenbijdrage werkgever), in 2016 is dit € 179.000. De WNT-norm is tot stand gekomen nadat er in de voorafgaande jaren een toenemende maatschappelijke verontwaardiging was ontstaan over de hoge salarissen (en ontslagvergoedingen) voor openbare bestuurders, vooral indien ook nog sprake was van slecht functionerende bestuurders.
Voor medewerkers (bijvoorbeeld niet-bestuurders) geldt geen verbod, maar instanties zijn wel verplicht deze salarissen openbaar te maken. Daarnaast stelt de wet dat zittende bestuurders (2013) nog maximaal vier jaar hun huidige salaris konden behouden, daarna gaat het salaris in drie jaar stapsgewijs omlaag naar de WNT-norm.
De wet regelt ook een maximering van een gouden handdruk.
Aangenomen is de Aanpassing van de Wet normering bezoldiging topfunctionarissen publieke en semipublieke sector in verband met de verlaging van het wettelijke bezoldigingsmaximum van 130% naar 100% van de bezoldiging van een minister (Wet verlaging bezoldigingsmaximum WNT). Er is verder het Besluit van de Minister van Binnenlandse Zaken en Koninkrijksrelaties van 23 december 2014, nr. 2014-0000645180, houdende vaststelling van beleidsregels inzake de toepassing van de Wet normering bezoldiging topfunctionarissen publieke en semipublieke sector met ingang van 1 januari 2015 (Beleidsregels toepassing WNT 2015).
De VVD-ministers Edith Schippers (Volksgezondheid) en Stef Blok (Wonen) vonden het te kort dag om de wijziging per 1 januari 2015 door te voeren.

## Kort geding bestuurders zorg
De Vereniging van Bestuurders in de Zorg spande een kort geding tegen de staat aan omdat zij zelf een beloning wilden kunnen afspreken. Die zou dan eventueel hoger kunnen zijn dan de balkenendenorm. De rechtbank gaf de bestuurders geen gelijk. Daarnaast oordeelde de rechter dat het kabinet bestuurders voldoende de tijd gaf om aan het nieuwe beloningsregime te wennen.

## Kamerbrief onderzoek 2011
Vlak na de inwerkingtreding van de wet stuurde minister van Binnenlandse Zaken Ronald Plasterk een Kamerbrief over Wopt rapportage 2011  naar de Tweede Kamer. 
De brief bevatte een onderzoek naar de salarissen zoals vermeld in de jaarverslagen van 493 organisaties.
Globaal gaf de minister aan dat:
- 493 organisaties hebben aangegeven dat zij functionarissen hadden van wie de beloning in 2011 boven de WNT-norm lag;
- 2.651 functionarissen meer dan de norm verdienen;[5]
- De gemiddelde totale beloning van deze functionarissen bedroeg € 218.783;
- Voor in totaal 2.453 functionarissen gold dat de overschrijding van de norm door andere factoren dan een ontslagvergoeding is veroorzaakt. De gemiddelde beloning van deze functionarissen bedroeg € 215.174
- In 198 gevallen betrof het een overschrijding waarbij sprake was van een ontslagvergoeding. De gemiddelde totale beloning, inclusief deze ontslagvergoeding, van deze 198 overschrijdingen bedroeg € 263.499.[6]

### Analyse van zorgbestuurders
Daarnaast bevatte de brief een analyse van de beloningen van bestuurders in de zorg.
De analyse ging over ziekenhuiszorg, geestelijke gezondheidszorg, gehandicaptenzorg, verpleging en verzorging & thuiszorg (VVT). Er werd geconcludeerd dat ca. 18% van de bestuurders boven de 130% ministersalaris verdient.